# آلن شیراهاما
آلن شیراهاما (انگلیسی: Alan Shirahama؛ زادهٔ ۴ اوت ۱۹۹۳) رقصنده، بازیگر، و بازیگر تلویزیون اهل ژاپن است. وی از سال ۲۰۱۰ میلادی تاکنون مشغول فعالیت بوده‌است.